# Klinteskoven
Klinteskoven este o arie protejată (arie specială de conservare — SAC, sit de importanță comunitară — SCI, arie de protecție specială avifaunistică — SPA) din Danemarca întinsă pe o suprafață de 1.000 ha, integral pe uscat.

## Localizare
Centrul sitului Klinteskoven este situat la coordonatele 54°58′56″N 12°32′11″E / 54.982222°N 12.536389°E.

## Înființare
Situl Klinteskoven a fost declarat arie de protecție specială avifaunistică în mai 1983 pentru a proteja 10 specii de animale. Alte tipuri de protecție:
- sit de importanță comunitară (în mai 1995)
- arie specială de conservare (în decembrie 2011)[1][3][4]

## Biodiversitate
Situată în ecoregiunile continentală și marină baltică, aria protejată conține 16 habitate naturale: Păduri de fag din Europa Centrală dezvoltate pe sol calcaros cu Cephalanthero-Fagion, Păduri de fag Luzulo-Fagetum, Păduri de fag Asperulo-Fagetum, Păduri de stejar sau de stejar și carpen sub-atlantice și medio-europene de Carpinion betuli, Păduri aluvionare cu Alnus glutinosa și Fraxinus excelsior (Alno-Padion, Alnion incanae, Salicion albae), Formațiuni de Juniperus communis pe lande sau pajiști calcaroase, Mlaștini turboase de tranziție și turbării mișcătoare, Pajiști uscate seminaturale și facies de acoperire cu tufișuri pe substraturi calcaroase (Festuco-Brometalia) (* situri importante pentru orhidee), Izvoare petrifiante cu formare de travertin (Cratoneurion), Ape puternic oligomezotrofe cu vegetație bentonică cu Chara spp., Faleze cu vegetație de pe coastele atlantice și baltice, Lacuri eutrofice naturale cu vegetație de tip Magnopotamion sau Hydrocharition, Mlaștini alcaline, Vegetație anuală la limita mareei, Formațiuni ierboase bogate în specii de Nardus, dezvoltate pe substraturi silicioase în zone montane (și în zone submontane, în Europa continentală), Pajiști calcaroase din nisipuri xerice.
La baza desemnării sitului se află mai multe specii protejate:
- păsări (6): șoim de iarnă (Falco columbarius), șoim călător (Falco peregrinus), sfrâncioc roșiatic (Lanius collurio), gaia roșie (Milvus milvus), viespar (Pernis apivorus), silvie porumbacă (Sylvia nisoria)
- amfibieni (1): triton cu creastă (Triturus cristatus)
- mamifere (1): liliac cârn (Barbastella barbastellus)
- nevertebrate (2): Vertigo angustior, Vertigo moulinsiana